# 前鼻鴨嘴鰻
前鼻鴨嘴鰻（学名：Nettastoma solitarium），又名前鼻蜥鰻，为鴨嘴鰻科絲鰻屬下的一个种。

## 分布
本魚分布於印度西太平洋區，包括日本南部、帛琉、菲律賓、台灣、澳洲、美國西岸、印尼、夏威夷、東非、紐西蘭等海域。

## 深度
水深415~610公尺。

## 特徵
本魚無胸鰭，後鼻孔開在眼之前上方。上下頜延長、纖細。上下頜骨齒呈齒帶，鋤骨齒齒帶向後方延伸，中間一列齒較大型。在咽峽部無2翼狀齒帶。背鰭起點在鰓裂上方。體長為體高的31倍，頭長9倍；尾長為軀幹與頭的1.5倍；頭長為吻長的2.4倍；吻長為眼徑的4.7倍。口裂超過眼之後緣。尾發達。吻端無凹痕。肛門在體半部。鰓裂側位。體僵硬，鰭條短。體長可達46.5公分。

## 生態
本於棲息在400公尺深以上之中層海域。

## 經濟利用
數量少，無任何經濟價值。